# Christian Brøns
Christian Brøns Petersen (født 24. januar 1977 i Kagerup, Helsinge) er en dansk sanger. Han deltog i den første sæson af Big Brother i 2001. Hans første album Du Kan Gøre Hvad Du Vil indeholdt sangen af samme navn, som blev hans gennembrud. Albummet og titelnummeret indbragte ham adskillige nomineringer og musikpriser. Han har indspillet en del danske coverversioner af den svenske musiker Patrik Isaksson, og har også indspillet sange med ham.

## Karriere
Christian deltog i TvDanmarks realityprogram Big Brother i 2001. Han forlod programmet i protest. Kort efter fik han en pladekontrakt med Spin Music. Titelsangen fra albummet Du Kan Gøre Hvad Du Vil blev hurtigt en landeplage, og blev senere kåret som "Årets lytterhit" ved P3 Guld i 2001. "Du Kan Gøre Hvad Du Vil" er en coverversion af "Du får göra som du vill", skrevet af Patrik Isaksson i 1999. Albummets anden single, "Tilbage Hvor Vi Var" var en duet med netop Isaksson, og blev ligeledes et stort hit. For albummet, der var produceret af Chief 1 og solgte over 80.000 eksemplarer, fik Christian Brøns to Danish Music Awards for" Årets nye navn" og "Årets bedste popalbum" i 2002. 
Opfølgeren Velkommen til Begyndelsen kom i efteråret 2002 og solgte guld. I 2006 udgav han sit tredje album, Turist. Det modtog tre ud af seks stjerner i musikmagasinet GAFFA. Brøns tog efterfølgende et par år væk fra rampelyset. I oktober 2010 vendte han tilbage med albummet Det Løser Sig, som blev udgivet på ArtPeople. Udgivelsen blev fulgt op af en turné. Albummet modtog kun to ud af seks stjerner i GAFFA.
Brøns deltog i Dansk Melodi Grand Prix 2012 med sangen "Venter", der var en duet med Patrik Isaksson, og er skrevet i samarbejde med Rune Braager. Den opnåede en samlet tredjeplads i konkurrencen. Den 23. januar 2012 udkom Brøns' femte studiealbum, Under Overfladen på Black Pelican og Sony Music. Dette album modtog tre ud af seks stjerner i GAFFA.

## Hæder
| År   | Prisuddeling        | Modtager/nomineret arbejde | Pris                       | Resultat  |
| ---- | ------------------- | -------------------------- | -------------------------- | --------- |
| 2001 | GAFFA-prisen        | "Du Kan Gøre Hvad Du Vil"  | Årets Danske Single        | Vundet    |
| 2001 | P3 Guld             | "Du Kan Gøre Hvad Du Vil"  | Årets lytterhit            | Vundet    |
| 2002 | Danish Music Awards | "Årets danske hit"         | "Du Kan Gøre Hvad Du Vil"  | Nomineret |
| 2002 | Danish Music Awards | Christian Brøns            | Årets Nye Danske Navn      | Vundet    |
| 2002 | Danish Music Awards | Du kan gøre hvad du vil    | Årets Danske Pop Udgivelse | Vundet    |

## Diskografi

### Albums
- Du Kan Gøre Hvad Du Vil (Spin Music, 2001)
- Velkommen til Begyndelsen (Universal, 2002)
- Turist (Yessir Music, 2006)
- Det Løser Sig (ArtPeople, 2010)
- Under Overfladen (Black Pelican/Sony, 2012)

### Singler
- "Du Kan Gøre Hvad Du Vil" (2001), DK #1[9]
- "Tilbage til hvor vi var" (feat. Patrik Isaksson) (2001) DK #1[10]
- "Mød Dig Selv" (2002) DK #4[11]
- "Min Fremtid" (2002) DK #3[12]
- "Mind mig om" (2003) DK #5[13]
- "Ta' mig med" (2003) DK #6[14]
- "Bedst når vi er to" DK #36[9]
- "Venter" (feat. Patrik Isaksson) (2012), DK #9[9]
- "Nu Gi'r det Mening" (2014)
- "Hold om mig" (2020) (sammen med Anna David)
- "Mona Lisa" (2022) (sammen med Anna David)